# Martin Knobloch
Martin Knobloch (auch: Martinus Cnobloch; * 18. Januar 1684 in Mötzlich; † 30. September 1759 in Wurzen) war ein deutscher Pädagoge und evangelischer Theologe.

## Leben
Martin Knobloch wurde 1684 als Sohn des Landmannes und Dorfrichters Christian Knobloch geboren. Er besuchte das Gymnasium in Halle und begann 1702 ein Studium an der Universität Halle. 1704 wechselte er an die Universität Wittenberg und erwarb den akademischen Grad eines Magisters. Im Anschluss betätigte er sich als Privatdozent. Nachdem man ihn 1717 zum Rektor der Wittenberger Stadtschule gewählt hatte, wurde er 1718 in das Amt eingeführt.
1726 übernahm er die Superintendentur in Bad Liebenwerda, absolvierte dazu in Wittenberg am 10. September 1726 das Lizentiat der Theologie und legte am 7. Oktober seine Wittenberger Rektorenstelle nieder, um sein neues Amt antreten zu können. Er kehrte abermals an die Wittenberger Hochschule zurück, wo er 2. September 1732 zum Doktor der Theologie promoviert wurde. 1738 wurde er Superintendent in Wurzen, welche Stelle er bis zu seinem Lebensende verwaltete.
Genealogisch wäre anzumerken, dass er sich am 5. Juni 1721 in Markkleeberg mit Amalia Sophia (* 17. Juli 1695 in Markkleeberg; † 23. März 1758 in Wurzen), der Tochter des Markkleeberger Pfarrers Friedrich Schultze vermählt hatte. Aus der Ehe gingen vier Söhne und vier Töchter hervor. Der Sohn August Sigismund Knobloch (* 19. Januar 1719 in Liebenwerda; † 9. Februar 1784 in Freyburg) wurde Superintendent in Freyburg.

## Werkauswahl
- Diss. (Praes. Bergero) do icone sacra in genere. Wittenberg 1714
- Diss. de icone lacra in specíe, vel de locutione spirituum. Wittenberg 1714
- Diss. de fine Logices. Wittenberg 1714
- Diss. de causa impulsiva minus principali, an fides justificans sic dici possit? Wittenberg 1714